# Obywatelska Partia Demokratyczna
Obywatelska Partia Demokratyczna (cz. Občanská demokratická strana, ODS) – prawicowa konserwatywna partia polityczna w Czechach, skrótowo określana jako „demokraci obywatelscy” (cz. občanští demokraté). W sprawach gospodarczych ugrupowanie o poglądach wolnorynkowych.

## Historia
ODS założona została w kwietniu 1991 po rozpadzie Forum Obywatelskiego (Občanské fórum, OF) na mniejszościowy lewicowy Ruch Obywatelski (Občanské hnutí, OH) i większościowe prawicowe ODS, na czele którego stanął premier Václav Klaus. W latach 1993–1997 ODS była partią rządzącą, następnie znalazła się w opozycji.
ODS wygrała wybory parlamentarne w 1992 roku zdobywając razem z Partią Chrześcijańsko Demokratyczną (Křesťanskodemokratická strana, KDS) 29,7% głosów i 76 na 200 mandatów w Czeskiej Radzie Narodowej. Cztery lata później w wyborach z 1996 roku ODS ponownie wygrała z poparciem 29,6% i 68 mandatami, jednak rządziła tylko do 1997 przy akceptacji tego stanu rzeczy przez socjaldemokrację. Następne wybory odbyły się w 1998 roku wygrali je socjaldemokraci, a ODS uplasowała się na drugim miejscu z poparciem 27,8% i 63 miejscami w Izbie Poselskiej. W kolejnych wyborach w 2002 roku ODS ponownie była zajęła drugie miejsce i pozostała w opozycji wobec rządów centrolewicy.
ODS przerwała złą passę w wyborach w 2006 roku, kiedy uzyskała 35,4% głosów i wraz z koalicjantami Unią Chrześcijańskich Demokratów – Czechosłowacką Partią Ludową i Czeską Partią Zielonych zajęła 100 miejsc w Izbie Poselskiej. Umowę koalicyjną podpisano 26 czerwca 2006. Centroprawica stworzyła wówczas pierwszy rząd Mirka Topolánka złożony jedynie z ministrów ODS i bezpartyjnych, następnie zaś trójpartyjny drugi rząd Mirka Topolánka, który przetrwał do wiosny 2009. W latach 2009–2010 partia popierała techniczny i ponadpartyjny rząd Jana Fischera. W  wyborach w 2010 ODS zajęła drugie miejsce, uzyskując 20,22% głosów i utworzyła koalicyjny rząd centroprawicowy wraz z TOP 09 i Sprawami Publicznymi.
ODS reprezentowana jest nie tylko w parlamencie krajowym i samorządach, a również w Parlamencie Europejskim. W wyborach do Parlamentu Europejskiego 2004 roku zajęła pierwsze miejsce z 30,0% poparcia i 9 mandatami. Po wyborach 2009 roku należy do grupy Europejskich Konserwatystów i Reformatorów.
W latach 1991–2002 przewodniczącym partii był Václav Klaus, następnie Mirek Topolánek (2002–2010),  Petr Nečas (2010–2013), Martin Kuba (2013–2014), zaś obecnie jest nim Petr Fiala.

## Poparcie w wyborach

### Wybory do Izby Poselskiej
| Wybory | Wyniki       | Wyniki | Mandaty | Zmiana | Rząd              |
| Wybory | Głosy (tys.) | %      | Mandaty | Zmiana | Rząd              |
| ------ | ------------ | ------ | ------- | ------ | ----------------- |
| 1992   | 1924         | 29,7   | 66/200  | Nowa   | Koalicja rządząca |
| 1996   | 1795         | 29,6   | 68/200  | 2      | Koalicja rządząca |
| 1998   | 1656         | 27,7   | 63/200  | 5      | Opozycja          |
| 2002   | 1167         | 24,5   | 58/200  | 5      | Opozycja          |
| 2006   | 1892         | 35,3   | 81/200  | 23     | Koalicja rządząca |
| 2010   | 1058         | 20,2   | 53/200  | 28     | Koalicja rządząca |
| 2013   | 384          | 7,7    | 16/200  | 37     | Opozycja          |
| 2017   | 573          | 11,3   | 25/200  | 9      | Opozycja          |
| 2021   | 1494         | 27,8   | 34/200  | 9      | Koalicja rządząca |

### Wybory do Parlamentu Europejskiego
| Wybory | Wyniki       | Wyniki | Mandaty | Zmiana |
| Wybory | Głosy (tys.) | %      | Mandaty | Zmiana |
| ------ | ------------ | ------ | ------- | ------ |
| 2004   | 701          | 30,0   | 9/24    | Nowa   |
| 2009   | 742          | 31,5   | 9/22    | 0      |
| 2014   | 116          | 7,7    | 2/21    | 7      |
| 2019   | 345          | 14,5   | 4/21    | 2      |